# Kfarzabad
Kfarzabad est un village libanais situé dans le caza de Zahlé dans la vallée de la Békaa.

## Histoire
Le site est occupé dès l’Antiquité. Deux temples romains témoignent de cette époque.